# Lothar Siemens Hernández
Lothar Siemens Hernández (Las Palmas de Gran Canaria, 16 d'agost de 1941 - 28 de febrer de 2017) va ser un musicòleg, compositor, promotor cultural i empresari espanyol.

## Biografia
Lothar Siemens Hernández era un descendent del músic Gregorio Millares Cordero i del polifacètic intel·lectual Agustín Millares Torres. L'entorn familiar en què va créixer li va propiciar i donar suport a l'interès de Lothar per la música. Entre les seves primeres i més importants professores es troba la seva tia Lola de la Torre Champsaur.
Va estudiar Filosofia i Lletres i posteriorment, l'any 1967, es va especialitzar en Musicologia, Etnologia i Prehistòria a la Universitat d'Hamburg. L'any 2003 es va doctorar en Història de l'Art/Musicologia per la Universitat de la Laguna.

## Trajectòria professional
Va ser autor de més de 141 publicacions entre llibres, articles i edicions musicals. Va dirigir publicacions de tipus científic i cultural com la Revista de Musicologia (1983-1991) i Vector Plus de la Fundació Universitària de Las Palmas. L'any 2013 va fundar, en representació del Museu Canari i al costat d'altres representants de biblioteques, arxius i centres de documentació musicals, l'Associació Espanyola de Documentació Musical (AEDOM).
Entre els anys 2007 i 2014 va ser president de la Societat Espanyola de Musicologia (SEdeM). Va fundar el Departament de Musicologia del Museu Canari i el va dotar d'un riquíssim fons de partitures d'autors canaris, així com d'una fonoteca. Va ser director del mateix Museu des del 1972.
A més, seguint el camí obert per Lola de la Torre Champsaur, va realitzar al costat de la musicòloga de Tenerife Rosario Álvarez Martínez nombrosos treballs de recerca sobre la música a les Illes Canàries entre els quals destaca el "Projecte RALS", que tracta de recollir la història de la creació musical de l'Arxipèlag, i del qual una part fonamental la constitueixen els enregistraments digitalitzats de la música composta per persones nascudes a les illes Canàries o establertes en elles.
Des de jove va simultanejar la seva dedicació a la música amb el seu treball en l'empresa familiar "Siemens Maquinària S. a.", de la que va ser president del Consell de Recerca. Entre 1996 i 2004 va ser president, en llargs períodes, del Cercle d'Empresaris de Gran Canària. I, a partir de 2005, va ser president d'Administració del Consell Social de la Universitat de Las Palmas de Gran Canaria.

## Biblioteca Musicològica Lothar Siemens
L'any 2005 Lothar Siemens va donar el seu fons documental, format per un total de 5.533 documents, a la Biblioteca de la Universitat de Las Palmas de Gran Canaria. La seva tasca investigadora en el camp de la musicologia i etnomusicología li va fer reunir 7.000 volums de documentació impresa i manuscrita des del segle xvi al segle xxi. La catalogació del fons es va realitzar entre finals de 2005 i maig de 2008. En la col·lecció s'inclouen obres de gran valor entre les quals es destaquen un incunable de 1494, textos estranys i únics del segle, impresos litúrgics del segle xvi, del segle xvii i nombrosos manuscrits.
Durant anys aquest autor va continuar donant documents a la Biblioteca Universitària fins poc abans de morir al febrer de l'any 2017. Entre publicacions periòdiques, monografies, música impresa, registres sonors, videoenregistraments, manuscrits, separates, materials gràfics i arxius d'ordinador, s'han comptabilitzat un total de 9.314 volums.

## Obres
Siemens fou un estudiós del folklore canari. En efecte, el seu gran interès per aquest tema es reflecteix en la seva tesi sobre les cançons de treball a Gran Canària i en algunes compilacions etnomusicológicas de camp, com són les transcripcions musicals de romanços de les Illes Canàries, editades pel professor Maximiano Trapero. Va compondre dues òperes (El encargo político i El moro de la patera) i diverses obres corals i instrumentals per a veu i piano, entre elles: Exhortación ante la muralla per a tuba sola.

## Distincions
Va ser acadèmic corresponent per la ciutat d'Hamburg de la Reial Acadèmia Espanyola de la Història; acadèmic de la Reial Acadèmia de Belles arts Santa Isabel d'Hongria de Sevilla i acadèmic numerari de la Reial Acadèmia Canària de Belles arts de San Miguel Arcàngel. També fou guardonat amb diversos premis i distincions per la seva labor científica i cultural:
- (2016) Medalla de la Universitat de Las Palmas de Gran Canaria.[8]
- (2014) Premi Canàries, Patrimoni històric.[9]
- (2005) Medalla d'Or del Govern Autònom de Canàries.
- Ca de Plata del Cabildo de Gran Canària.
- Fill Predilecte de la Ciutat de Las Palmas de Gran Canaria.
- Soci d'Honor del Museu Canari.
- Soci d'Honor de PROMUSCAN, Associació de Compositors i Musicòlegs de Las Palmas.